# Вспаханная земля
«Вспаханная земля» (фр. Terres labourées) — картина французского художника-импрессиониста Камиля Писсарро из собрания ГМИИ имени А. С. Пушкина.
На картине изображено свежевспаханное поле, посреди поля лежит колесный плуг. На краю поля в центре, на фоне обрывистого склона холма, стоят женщина с голубым зонтиком и корова, левее их расположена двуколка с зелёным верхом и ещё две женские фигуры. Слева внизу подпись художника и дата: C. Pissarro 1874.
В 1872—1874 годах Писсарро много трудился в окрестностях Понтуаза под Парижем. Основным мотивом его картин были сельскохозяйственные работы на полях и огородах и вообще сцены сельской жизни.
Как следует из авторской подписи картина написана в 1874 году. Первым её владельцем был Пьер-Фирмин Мартен, купивший картину непосредственно у художника 12 августа 1874 года. Впоследствии картина выставлялась в галерее Амбруаза Воллара под названием «Пашня», где её в 1904 году за 1800 франков приобрёл московский промышленник и коллекционер И. А. Морозов (известна расписка Воллара от 13 октября 1904 года о получении от Морозова денег за картину). После Октябрьской революции собрание Морозова было национализировано, и с 1923 года картина находилась в Государственном музее нового западного искусства. В 1948 году, после упразднения ГМНЗИ, картина была передана в Государственный музей изобразительных искусств имени А. С. Пушкина. Картина выставляется в бывшем флигеле усадьбы Голицыных на Волхонке, в Галерее искусства стран Европы и Америки XIX—XX веков, зал 16.
Е. Б. Георгиевская проводит параллели с двумя другими картинами Писсарро на эту же тему, написанными годом ранее: «Вспаханные поля возле Они» и «Заморозки (Иней)». Если параллель с картиной «Заморозки» из собрания музея Орсе вопросов не вызывает, то при упоминании «Вспаханных полей возле Они» Георгиевская указывает, что эта картина значится в первом каталоге-резоне творчества Писсарро, составленном Л. Вентури в 1939 году, под № 257. Однако в действительности под этим номером в каталоге значится картина «Городской парк в Понтуазе», ныне находящаяся в собрании Метрополитен-музея и не имеющая ничего общего с сельскими мотивами. Возможно имелась ввиду картина обозначенная в каталоге под № 220 и с таким же названием, ныне находящаяся в частной коллекции.
Георгиевская считает что в картине «Вспаханная земля» Писсарро вступает в прямой диалог картиной своего предшественника художника-барбизонца Ж.-Ф. Милле «Зима. Вороны» из собрания Галереи Бельведер в Вене. По мнению А. В. Познанской, Писсарро, в отличие от своего предшественника, «отказывается от панорамной композиции, выстраивая её с помощью нескольких горизонтальных слоёв, как это делал Шарль Добиньи». Также отмечается, что Писсарро «переносит акцент на передачу свето-воздушной среды и главным становится образ весеннего утра».

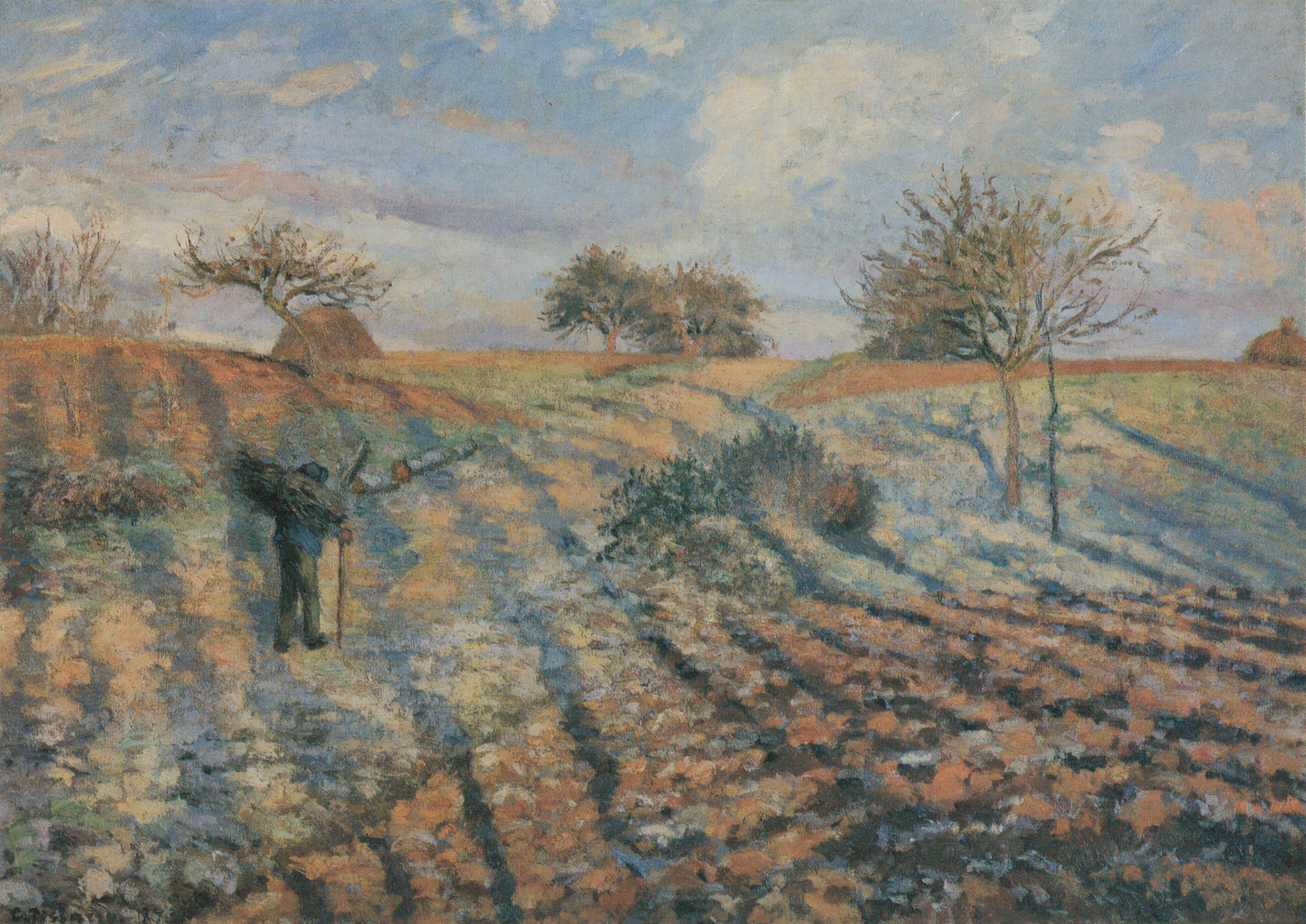
«Иней». Орсе.
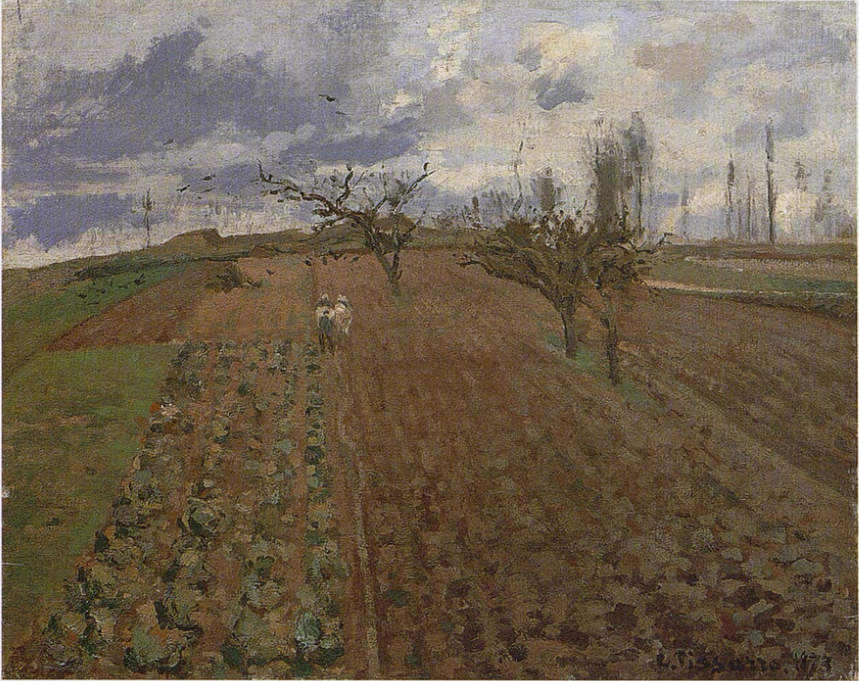
«Вспаханные поля возле Они». Частная коллекция
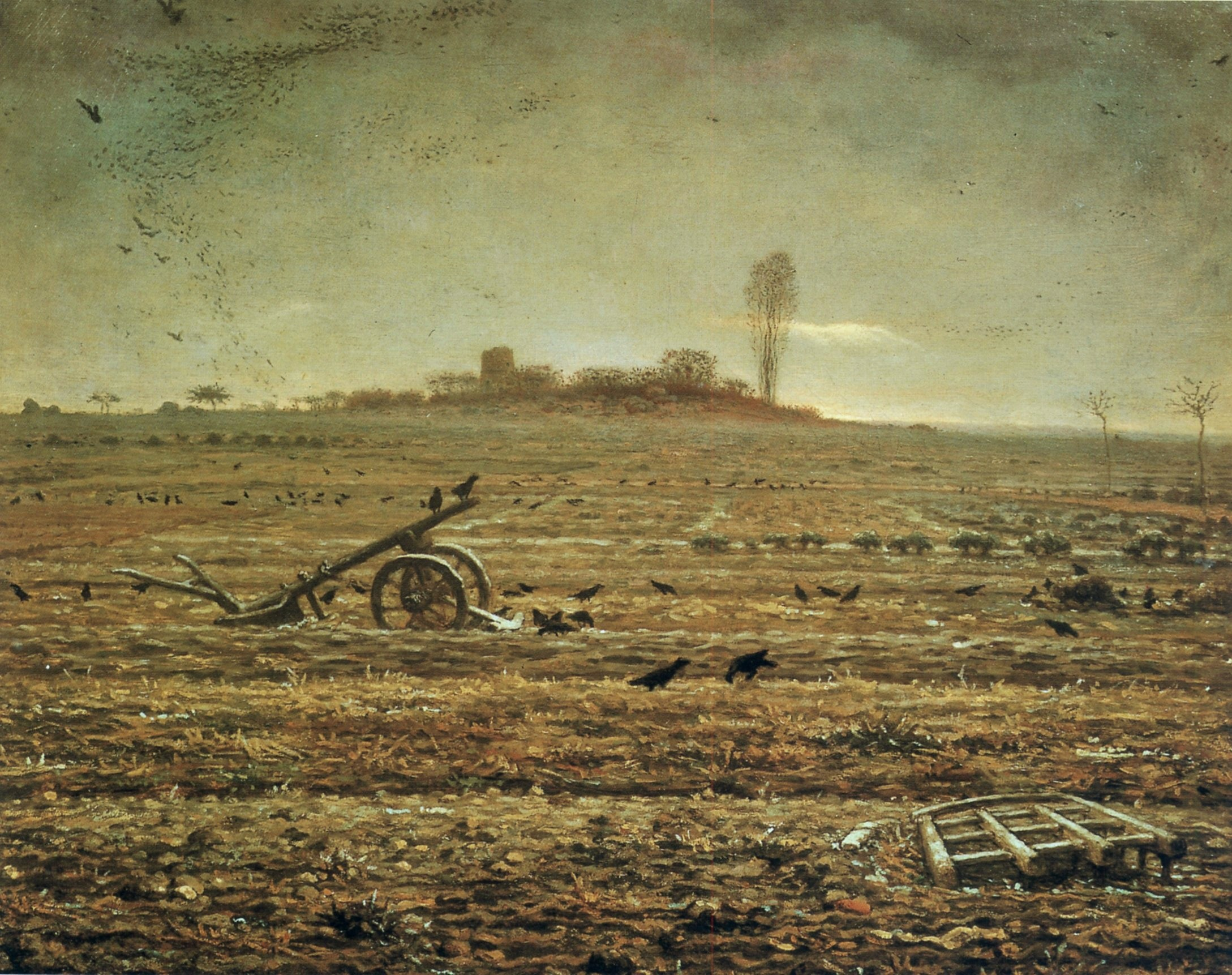
Ж.-Ф. Милле. «Поле, вороны». Бельведер